# Лира (город)
Лира (англ. Lira) — город в Уганде, расположен в Северной области и является административным центром одноимённого округа.

## География
Высота центра НП составляет 1072 метра над уровнем моря.  

## Население
Население города по годам:
| 1969  | 1982  | 1991   | 2002   | 2010    |
| ----- | ----- | ------ | ------ | ------- |
| 7 340 | 9 122 | 27 568 | 89 871 | 182 762 |

## Инфраструктура
Университет Всех Святых